# HD185068
HD185068 — подвійна зоря. 
Дана подвійна система має видиму зоряну величину в смузі V приблизно 7,2.

## Подвійна зоря
Головна зоря цієї системи належить до хімічно пекулярних зір й має спектральний клас A4.
Інша компонента має  спектральний клас A7.